# Klankdicht
Een klankdicht is een gedicht waarbij de betekenis geheel is losgelaten en alleen de klank een rol speelt. Het klankdicht wordt wel als de meest extreme vorm van de atonale poëzie beschouwd.

## Voorbeelden
Een bekend Nederlandstalig (althans door een Nederlandse dichter geschreven) gedicht is De mus van Jan Hanlo.
De mus
Tjielp tjielp - tjielp tjielp tjielp
tjielp tjielp tjielp - tjielp tjielp
tjielp tjielp tjielp tjielp tjielp tjielp
tjielp tjielp tjielp
Tjielp
etc.
Het klankdicht wordt als een moderne vorm van poëzie beschouwd. Toch komt in de boeken van François Rabelais (begin 16e eeuw) al een poëtische beschrijving voor van de gevolgen van zeeziekte. Rabelais laat Pantagruel het volgende zeggen:
Bou, bou, bou, bou!
Otto, to, to, to, ti, bou
Bou, bou, bou, ou, ou
Ou, bou, bou, bous